# Alchemilla santanderiensis
Alchemilla santanderiensis är en rosväxtart som beskrevs av S. Fröhner. Alchemilla santanderiensis ingår i släktet daggkåpor, och familjen rosväxter. Inga underarter finns listade i Catalogue of Life.